# Træsholmen
Træsholmen est une île norvégienne du comté de Hordaland appartenant administrativement à Bergen.

## Description
Rocheuse et couverte d'arbres, elle s'étend sur environ 100 m de long pour une largeur approximative de 59 m.